# Toma de Los Queñes

La Toma de Los Queñes fue un operativo ejecutado por el grupo guerrillero Frente Patriótico Manuel Rodríguez (FPMR), al retén de Los Queñes —comuna de Romeral, Región del Maule— el 21 de octubre de 1988, en el marco de la Guerra Patriótica Nacional.

## Antecedentes
Una vez formado el FPMR Autónomo comandado por Raúl Pellegrin Friedmann, se inician las acciones programadas para el inicio de la Guerra Patriótica Nacional, llevado a cabo por el Frente Patriótico Manuel Rodríguez a finales del año 1988, que mediante un alzamiento de la población civil de las ciudades y zonas rurales de Chile: La Mora, Aguas Grandes, Pichipellahuén y Los Queñes. Él, junto con su pareja y brazo derecho Cecilia Magni —la "comandante Tamara"—, encabezó la operación en Los Queñes.

## Ataque
A las 23:45 hrs los frentistas se dividieron en cuatro grupos, cada uno con misiones específicas. El primero debía tomar por asalto el retén de Carabineros y confiscar el armamento, el segundo debía apropiarse del radiotransmisor que había en la posta. El tercero debía llegar hasta el radio de la hostería y cortar la única línea telefónica del poblado. En tanto el último grupo se quedaría en la ruta de acceso para impedir una posible llegada de refuerzos desde Curicó. La operación se desarrolló tal como los frentistas lo habían planificado, hasta que el cabo Juvenal Vargas intentó sacar su revólver siendo asesinado en el acto.
Luego de incendiar el retén, los atacantes procedieron a rayar los muros con consignas del FPMR, y emitieron proclamas revolucionarias por medio de un megáfono.  La huida se realizó según lo planificado. El contingente se dividió en tres grupos para dificultar los seguimientos de la policía. "Rodrigo" y "Tamara" encabezaron uno de los grupos con rumbo a La Rufina. Tras un par de días de descanso, el panorama comenzó a complicarse cuando los frentistas fueron detectados por carabineros que peinaban la zona, lo que provocó la huida del grupo hacia los sectores que bordean el río Tinguiririca.

## Después
El 25 de octubre, la policía pudo dar su primera señal de triunfo exhibiendo a la opinión pública a seis integrantes del comando que había actuado en el ataque, quienes fueron identificados como Carlos Ríos Bassi, Richard Ledezma Plaza, Miguel Ángel Colina, Manuel Araneda González, José Luis Donoso Cáceres y José Ugarte González. Todos habían sido capturados el día anterior.
El 30 de octubre, se encontraron los cuerpos sin vida de Raúl y Cecilia flotando en las aguas del río Tinguiririca. Según los informes de autopsia su cadáver presentaba lesiones contusas y huellas de aplicación de electricidad. Los informes médicos señalaron además que la causa de la muerte fue asfixia por sumersión en agua y contusiones torácicas dorsales, las que se aplican por acción de instrumentos romos contundentes dada su profundidad y la ausencia de lesiones externas. A pesar de la polémica, el 6 de agosto del 2014, La Corte Suprema confirmó  en un fallo definitivo, la absolución de cuatro carabineros acusados de asesinar a Raúl y Cecilia, esto por la falta de pruebas contundentes a los cuatro carabineros acusados, pero no desacredita el delito de homicidio.